# まりんこゆみ
『まりんこゆみ』（英語: Marine Corps Yumi）はアナステーシア・モレノ（原案）と野上武志による日本の漫画作品。ウェブサイト『最前線』（星海社）で2012年9月11日から2017年5月2日にかけて日本語および英語で行われ、単行本は講談社から出版された。
日本の女子高生が卒業後、アメリゴ合衆国（アメリカ合衆国をモチーフにした架空の国）で海兵隊員になり、合衆国大統領を目指すという現代作品である。主人公ユミ・ナグモ（南雲弓）は高校卒業後、アメリゴ合衆国に渡航する。旅行の最中に出会った退役軍人に勧められ、海兵隊に入隊することになる。新兵訓練所においての生活、在沖縄アメリゴ海兵隊での生活とその後を描いた作品。題名のまりんこは海兵隊を意味するMarine Corpsのうち「ps」を発音しないことによる音写である。

## 背景
原案者のアナステーシア・モレノは沖縄で生まれ育った日本とフィリピンハーフのアメリカ人である。モレノは1999年から2004年まで在日米軍（アメリカ合衆国海兵隊）として日本で勤務していた。退役後、通訳および翻訳家として活躍していた。モレノは女性海兵隊員をモチーフにした作品がないために、自身の海兵隊員としての経験と、日本文化への理解を元に本作を書き始めた。
ガンとの闘病の末、モレノは連載半ばの2015年7月12日に逝去したが、全体のプロットは作画・構成を担当する野上武志に引き渡されており、英訳をダン・カネミツが引き継ぐことで連載は継続された。2017年5月2日に最終話となる第193話が掲載され、本作は完結した。

## 登場人物
ユミ・ナグモ / 南雲 弓
本作の主人公。18歳の日本人（ニッポニアン）で東京の高校を卒業した後、アメリゴ合衆国海兵隊に志願した。夢はアメリゴ合衆国大統領。一般的なアメリゴ人と比べて小さな身長とアホ毛から新兵訓練所では教官に「アンテナチビ」とあだ名を付けられた。アメリゴ合衆国では出生地主義を採用しており、日本人である両親がハワイ赴任中に出生したことから日本国籍とアメリゴ国籍を保持している。
海兵隊における職種は化学科だが、在日アメリゴ軍と自衛隊間における通訳・翻訳が重要業務となっていった。同期の中で最速となる下士官特別昇進の後に将校（士官）を志し、通信教育でアメリゴ本土の大学を卒業。そして叩き上げ組（マスタング）として士官候補生学校を卒業後、少尉に任官された。
リンダ・クロフォード
海兵隊員。元ウェイトレス。ユミとともに新兵訓練所に入所した。海兵隊における職種は輸送科。在日アメリゴ軍勤務の後、結婚して除隊。ユミが大統領になった後に力になれるよう民間企業に秘書として再就職した。
リタ・フェルナンデス
海兵隊員。海兵隊将校を父に持ち、在日アメリゴ軍基地（沖縄）で生まれ育った。新兵訓練所首席卒業。海兵隊における職種は情報科であり、作中でも詳しい業務内容は意図的に描かれない。在日アメリゴ軍勤務の後に新兵訓練所教官を志し、アメリゴ本土へ帰任した。
ドナ・キング
海兵隊員。経営学大学院卒業後、父親の口利きを無視して新兵訓練所に志願した。腐女子かつオタクであることを隠そうともしておらず、東京に活動拠点を設けている。海兵隊における職種は総務科である。後にユミの大学卒業に協力し、士官候補生学校へユミとともに入学した。
澤 猛美（さわ たけみ）
陸上自衛隊二等陸曹。在日アメリゴ軍第3海兵遠征軍司令部に対する連絡官を務める。出身高校は東京都内のお嬢様学校。ユミが苦手とする日本語の敬語表現に対する指導者として登場した。制服マニアであり、宝塚歌劇団のファンでもある。
レジーナ・デリンジャー
　　海兵隊員、二等軍曹。ユミたち訓練生の主任訓練教官を務める。前職は将軍付きの料理人。
ガルザ、マイヤーズ、ジョイナー
　　海兵隊員、3名とも三等軍曹。訓練教官。
マーク・ハンクス
　　ユミが配置となった化学科事務所のボス、三等准尉。元武装偵察部隊。ジェントリー司令官とは旧知。
チャールズ・ジェントリー
　　第3海兵遠征軍司令官、中将。通訳のため、ユミを強引に引っ張り込んだ張本人であり、伍長へと特別昇任させた人物。
エーリカ・ブッシュ
　　アメリゴ海軍三等兵曹。メディック。リンダに好意を抱いている。
ミヨコ・ヒキジ
　　ヤマアラシ演習でユミが出会った陸軍の三等軍曹。実在の人物。日系。
佐藤正久
　　ヤマアラシ演習での自衛隊側の演習課長。二等陸佐。通称「ヒゲの佐藤」で、ユミに増加食を分けている。なお、実際の佐藤は陸幕時代に原作者であるモレノと共に仕事したことがある。